# Prandtl (cráter)
Prandtl es un cráter de impacto perteneciente a la cara oculta de la Luna, situado sobre el sector sudeste del borde exterior de la enorme llanura amurallada del cráter Planck.
|  |

Este cráter es más o menos circular, pero con una curva hacia afuera en su lado sur-sureste. El brocal aparece gastado, pero todavía conserva un borde bien definido. Varios cráteres pequeños yacen sobre el borde y la pared interior, siendo el más notable la pareja de pequeños cráteres en el lado este y otro pequeño cráter en el sector sur. El suelo interior es generalmente plano, con solo una pequeña elevación al sur del punto medio. Un grupo de tres pequeñas cráteres se destacan sobre la pared interior sur.